# Vladimir Sarabianov
Pour les articles homonymes, voir Sarabianov.
Vladimir Sarabianov (en langue russe : Влади́мир Дми́триевич Сарабья́нов (6 avril 1958, Moscou — 3 avril 2015, Moscou) est un restaurateur d'art soviétique et russe. C'est le principal historien d'art interrégional de la direction du ministère de la Culture de la fédération de Russie, le plus ancien collaborateur de l'Institut national des beaux-arts de Russie.

## Biographie
Sarabianov est né le 6 avril 1958 à Moscou. Son père Dmitri Sarabianov (1923—2013), et sa mère Елена Мурина (née en 1925), étaient historiens d'art de même que son frère Andreï Sarabianov (ru) (né en 1949),.
En 1986, il termine avec succès les cours de la section d'histoire de l'université MGU, dans la spécialisation histoire de l'art.
En 2003, il présente devant le jury de l'Institut national des beaux-arts, son mémoire sur le thème des « fresques de l'église Saint-Georges (Staraïa-Ladoga), des fresques murales datant du XIIe siècle réalisées dans la tradition byzantine.
Vladimir Sarabianov est décédé à Moscou le 3 avril 2015,.

## Activité professionnelle
Il commence ses activités professionnelles au « Musée de l'Est » en 1975. Puis en 1977-1978, il est employé technique au planétarium de Moscou.
En 1978, il entre à la direction de l'Institut interrégional artistique comme restaurateur. De 1991 à 1994 il monte dans la hiérarchie jusqu'aux fonction de directeur de la restauration d'art. À partir de 2013 il est directeur suppléant de la recherche scientifique.
De 1990 aux années 2000, il dirige la restauration des églises de Pskov, et à ce titre du monastère de Snetogorski, mais aussi des églises de Novgorod et de Staraïa Ladoga, et encore du Kremlin de Moscou. Il participe aux projets internationaux de la ville du Caire, en Égypte. Il dirige aussi la restauration des fresques d'églises au Liban.
Depuis 1994, il est chargé de cours de l'université de théologie orthodoxe Saint-Tikhon à Moscou.
Depuis 1997, il était un des plus anciens spécialistes scientifiques du secteur pour l'Institut d'art russe ancien.

## Autres activités
Il fit partie du Conseil près de la présidence de la fédération de Russie pour l'art et la culture et du Conseil patriarcal pour la culture (Патриарший совет по культуре). Il fut membre permanent du Conseil fédéral méthodologique pour la conservation de l'héritage historique et culturel du ministère de la Culture de la fédération de Russie. Il était membre du comité de rédaction de la collection « L'art du monde chrétien » (depuis 1996).

## Prix
- Médaille du 850e anniversaire de Moscou / (Медаль «В память 850-летия Москвы») (1997)
- Prix pour toute la Russie des « Conservateurs du patrimoine » de la Société russe de préservation des monuments d'histoire et de culture et nomination « Renaissance » (2010)[11]
- Ordre de l'académie des beaux-arts de Russie « Pour ses services rendus à l'art » (2011)[11]
- Médaille du patriarche Tikhon du premier degré (2012)[11]
- Médaille de l'église orthodoxe russe du vénérable André l'iconographe (IIIe degré) (2014)[11]